# Frank M. Warren Sr.

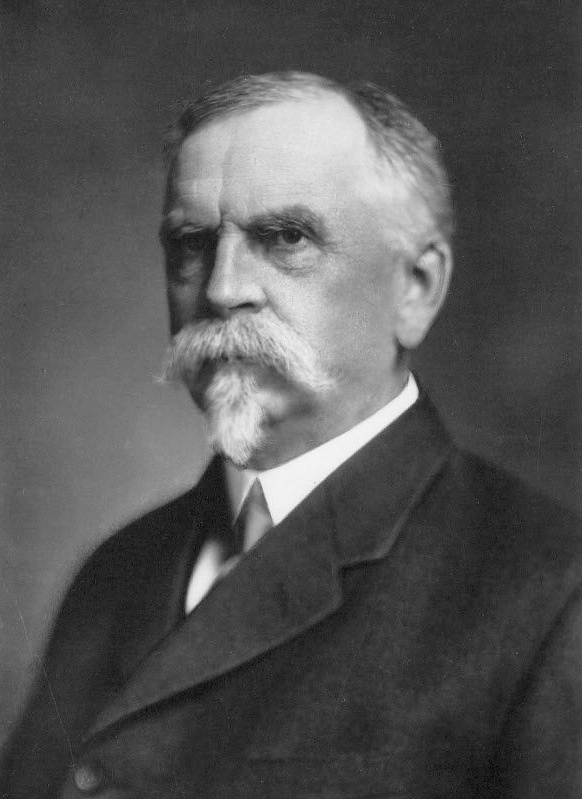
Un retrato fotográfico de Frank Manley Warren, Sr., hacia 1910.

Frank Manley Warren Sr. (10 de mayo de 1848 – 15 de abril de 1912) fue un prominente hombre de negocios estadounidense de Oregón que hizo su fortuna en la industria del enlatado de salmón. La comunidad de Warrendale, Oregón, donde se ubicaba una de sus fábricas de conservas, fue nombrada por él. Falleció en el hundimiento del Titanic.

## Biografía
Warren nació el 10 de mayo de 1848, en Ellsworth, Maine, y llegó al territorio de Oregón con sus padres, Francis M. Warren y Elizabeth Dyer Warren, cuando tenía tres años. La familia se instaló en tierras donadas por el gobierno en Rainier, Oregón. Francis Warren (1818 – 1900) fue miembro de la Legislatura Territorial de Oregón en 1857. Cuando Frank tenía nueve años, la familia se mudó a Portland. Con sesenta y nueve años Francis trabajaba en Wells Fargo; también trabajó para Ladd & Tilton Bank. En 1866, el joven Frank Warren era miembro del The Pioneer Base Ball Club.
Warren fundó la Warren Packing Company, un negocio de conservas de salmón, y fue considerado un pionero de la industria conservera del salmón en el río Columbia, construyendo su primera fábrica de conservas en Cathlamet, Washington, en 1869. Más tarde construyó otra fábrica en Warrendale, que también fue la ubicación de un criadero de peces estatal en 1889 y 1890.
Warren se casó con Anna Sophia Atkinson, hija del reverendo misionero George H. Atkinson, en 1872. Tuvieron cuatro hijos, Frank, Frances, George, y Anna.
Los Warren eran miembros de la Primera Iglesia Unida Congregacional de Cristo en Portland. Desde la década de 1890 los Warren eran activos miembros de la iglesia y su patronazgo ayudó a adquirir el terreno y completar el edificio de la iglesia en South Park Blocks. Frank Warren formaba parte del consejo de administración de la Pacific University, la cual había sido cofundada por su suegro.
Al momento del hundimiento del Titanic, se decía que Warren era un próspero millonario.

## Titanic
Frank y Anna Warren abordaron el Titanic en Cherburgo y viajaban en primera clase. Regresaban de un viaje de tres meses a Europa para celebrar su 40.º aniversario de boda y eran los únicos pasajeros de primera clase originarios de Oregón en el barco. Anna Warren sobrevivió al hundimiento del Titanic el 15 de abril de 1912, después de que su marido la ayudara a subir al bote salvavidas. Si el cuerpo de Frank Warren fue recuperado del naufragio, nunca se le identificó. Un relato de la experiencia de Anna fue publicado por el The Morning Oregonian el 27 de abril de 1912.

## Monumentos y legado
Hay un cenotafio de Warren en el River View Cemetery en Portland. Anna murió en 1925 y fue enterrada allí. Un artículo del Oregonian informando de la muerte de la señora Warren, declara que después del desastre del Titanic y la pérdida de su amado esposo ella sufrió de mala salud.
El hijo de Frank Warren, Frank M. Warren Jr. (1876–1947) también trabajó en la industria conservera del salmón, y fue presidente del puerto de Portland, director de la Portland General Electric, y miembro de la Oregon State Fish Commision. El otro hijo varón de Warren, George, trabajó para la Warren Packing Company también.

## Casas
La casa de Francis Warren localizada en el cruce entre Salmon Street y la 9.ª Avenida en el centro de Portland, hoy forma parte de la estructura del aparcamiento del Heathman Hotel. La casa de su hijo Frank estaba al lado.
Frank Warren poseyó la que ahora se conoce como George Earle Chamberlain House, construida en 1893, después de firmar como administrador para su amigo, el rico banquero David D. Oliphant. El gobernador George Earle Chamberlain compró la casa en 1904.
Después de mudarse de la casa entre la 9ª y Salmon, Frank Warren Sr. se instaló en una casa diseñada por Whidden & Lewis en 969 SW St. Clair Avenue (originalmente 215 W St. Clair Street) en Portland West Hills. Anna siguió viviendo en ella hasta su muerte. Otra casa de Frank M. Warren ahora localizada en 2545 NW Westover Road, es ahora un bed and breakfast. Fue diseñada por Joseph Jacobberger y construida en 1904 para Frank Warren Jr.